# Réformes Qingli
Les Réformes Qingli également appelées Réformes mineures, ont eu lieu en Chine au cours de la dynastie Song, sous la direction de Fan Zhongyan et Ouyang Xiu. Mises en place entre 1043 et 1045, il s'agit d'une courte tentative d'introduction de réformes dans la manière traditionnelle qu'a le gouvernement de traiter les affaires en Chine. Ces mesures sont les précurseurs du plus grand effort mené trente ans plus tard par Wang Anshi.

## Fan Zhongyan
Fan Zhongyan est le préfet de Kaifeng, la capitale impériale durant la dynastie des Song du nord dans les années 1030. Cependant, il est démis de ses fonctions régionales pour avoir critiqué le conseiller en chef. En 1040, les dynasties Liao et des Xia occidentaux constituent une sérieuse menace pour la sécurité des Song. Fan est alors rappelé pour organiser une défense forte.

## Ouyang Xiu
Ouyang Xiu est en poste à Kaifeng quatre ans après avoir réussi aux examens impériaux en 1030. Il commence son association avec Fan dès sa nomination dans la capitale. Comme Fan, il est également démis de ses fonctions. Après la rétrogradation de Fan, Ouyang critique les opposants des principes de Fan, ce qui lui vaut un poste mineur dans la province du Hubei. Comme Fan, il est rappelé à la capitale dans les années 1040 où il est nommé au travail de catalogage de l'ensemble de la librairie impériale.

## Mémoire en Dix Points
Fan Zhongyan soumet un Mémoire en Dix Points dans lequel il met expose brièvement les objectifs de ses réformes. Elles peuvent être divisées en trois catégories :
1. Efficience administrative
2. Force des gouvernements locaux
3. Force défensive.

Les premières propositions rencontrent l'opposition de groupes de bureaucrates qui résistent avec force. La deuxième série, bien que prévoyante, semble éloignée à la cour. Enfin, le troisième ensemble de réformes vise à corriger les Song à partir des erreurs faites par la Dynastie Tang de donner aux commandants militaires locaux trop d'autorité indépendante.

## Mise en œuvre
Beaucoup de ces réformes prennent effet sur une période de deux ans entre 1043 et 1045. Toutefois, sans le support inconditionnel de l'empereur, elles n'auraient jamais pu voir le jour.

## Héritage
Wang Anshi reprend le flambeau des réformes dans les années 1070, non seulement en restaurant certaines réformes Qingli, mais aussi en allant plus loin. Cependant, même s'il arrive à maintenir les réformes Qingli plus longtemps, ses efforts de réformes sont voués à une mort certaine, exception faite de certaines sur le système des examens impériaux.